# Новиков Тимур Петрович
Тиму́р Петро́вич Но́виков (24 вересня 1958, Ленінград — 23 травня 2002, Санкт-Петербург) — радянський та російський художник, публіцист, педагог, засновник неоакадемізму в живописі.

## Біографія
Тимур Петрович Новиков народився 24 вересня 1958 року у Ленінграді (нині Санкт-Петербург). У ранньому дитинстві почав займатися малюванням, у 1973 році став членом клубу юних мистецтвознавців при Державному російському музеї. В цьому ж році поступив до Технікуму хімічної промисловості, який покинув у 1975. Після цього влаштувався на роботу до кінотеатру «Титан» як кіномеханік. У 1977 році став членом мистецької групи «Летопись», і вже наступного року організував квартирну виставку «Кирилл и Мефодий», яку невдовзі розігнала міліція, після чого вона стала проводитися на вулиці. У 1980 році відкрив у власній квартирі галерею «АССА», яка проіснувала до 1987 року. У 1981 році вступив до Товариства експериментального образотворчого мистецтва, у 1982 році створив групу «Новые художники», перша виставка якої була проведена в Інституті легкої та текстильної промисловості. В цей же час почав працювати з лідером музичного гурту «Поп-механика» Сергієм Курьохіним, брав участь у перших концертах гурту — в музеї-квартирі Ф. М. Достоєвського та у Клубі-81. У 1984—1985 рр. брав участь у постановках Нового театру Е. Горошевського — «Балет трех неразлучников» (за Д. Хармсом), «Анна Каренина», «Идиот», «Преступление и наказание», «Стреляющий лыжник». Пізніше почав писати критичні статті під псевдонімом Ігор Потапов, а також співпрацювати з Рок-клубом; заснував «Новую Академию Всяческих Искусств». У 1987 році взяв участь у зйомках фільму «АССА» як художник і актор, у 1988 заснував Вільний університет (Свободный университет), у якому очолив кафедру живопису. У 1989 році художні виставки Новикова були проведені у Великій Британії та Фінляндії, у 1991 — в Австрії, Німеччині та США. У грудні 1992 року у Москві відбулася перша персональна виставка неоакадемічних творів Новікова. У 1997 році Тимур Новиков втратив зір під час поїздки на відкриття персональної виставки у Світовому фінансовому центрі (Нью-Йорк), але попри це він продовжував керувати створеною ним Новою Академією образотворчих мистецтв. У 1998 році видавав газету «Художественная воля», у 1999 — написав та видав книги «Похищение Европы» та «Похищение разума». У 2000 році вийшов збірник лекцій Новікова «Горизонты».

## Смерть
У 1997 Тимур Новиков втратив зір внаслідок енцефаліту, крім цього художник страждав порушенням координації руху та високою температурою тіла, що мала місце тривалий час. Після прибуття до Нью-Йорку самопочуття Новикова настільки погіршилося, що він не зміг відвідати власну виставку, що проводилася там. Після прибуття у Гельсінкі становище художника стало дуже тяжким, він майже не міг пересуватися самостійно. 23 травня 2002 року Тимур Новиков помер від пневмонії у Санкт-Петербурзі. Похований на Смоленському православному цвинтарі.

## Особисте життя
Новиков був геєм. Вважається що він помер від хвороб спричинених СНІДом.

## Персональні виставки
| Рік  | Назва виставки                                                         | Місце проведення                                                                             |
| ---- | ---------------------------------------------------------------------- | -------------------------------------------------------------------------------------------- |
| 1983 | Персональна виставка                                                   | Бібліотека Академії наук СРСР (Ленінград)                                                    |
| 1985 | Персональна виставка                                                   | Театр клубу 81 (Ленінград)                                                                   |
| 1986 | Персональна виставка                                                   | Галерея «АССА» (Ленінград)                                                                   |
| 1989 | Timur Novikov and Afrika.                                              | Tate Gallery, Liverpool. Raab Gallery, London                                                |
| 1989 | Timur Novikov                                                          | Turun Linna ja Historiallienen Museo. Turku                                                  |
| 1991 | Timur Novikov                                                          | Phyllis Kind Gallery, New York                                                               |
| 1991 | Timur Novikov                                                          | Raab Gallery, Berlin                                                                         |
| 1991 | Timur Novikov. Interferenzen.                                          | Musee D'Art Moderne Vienne, Palais Lieshtenstein, Vienne                                     |
| 1991 | Тимур Новиков. Gagarin Party.                                          | ВДНГ, павільйон «Космос» (Москва)                                                            |
| 1992 | Arts                                                                   | Miami, Florida                                                                               |
| 1992 | Russian Resurgence: Recent Works by Timur Novikov.                     | Center for the Fine                                                                          |
| 1992 | Тимур Новиков                                                          | Музей етнографії, Петербург                                                                  |
| 1992 | Дуэты                                                                  | Московський Архітектурний інститут, Москва                                                   |
| 1992 | Апология красоты                                                       | Галерея 1.0, Москва                                                                          |
| 1993 | Timur Novikov                                                          | Griffelkunst, Hamburg                                                                        |
| 1993 | Timur Novikov                                                          | Kunsthalle, Dusseldorf                                                                       |
| 1993 | Timur Novikov                                                          | Espace Montjoie, Paris                                                                       |
| 1993 | Oscar Wilde's Adventures                                               | Paul Judelson Arts, New York                                                                 |
| 1993 | Museum of Art, Pepperdine University, Malibu, California               |                                                                                              |
| 1993 | Russian Resurgence: Recent Works by Timur Novikov. Frederic R. Weisman |                                                                                              |
| 1993 | Timur Novikov                                                          | Stedelijk museum, Amsterdam                                                                  |
| 1993 | Западно-восточный диван. Убранство Арабской гостиной                   | Ніколаєвський палац, галерея Navicula Artis, Санкт-Петербург                                 |
| 1993 | Лебединое озеро                                                        | Музей міської скульптури, Петербург                                                          |
| 1994 | Лебединая песня немецкого романтизма                                   | Kunstlerhaus Bethanien, Berlin                                                               |
| 1994 | Тимур Новиков                                                          | Персональна виставка в редакції журналу «Декоративное искусство» (Москва)                    |
| 1994 | В стране литературных героев                                           | Всесоюзний музей О. С. Пушкіна, Меморіальний музей-квартира М. А. Некрасова, Санкт-Петербург |
| 1994 | Гобелены                                                               | Музей Нової Академії образотворчих мистецтв, Санкт-Петербург                                 |
| 1995 | Лебединая песня немецкого романтизма                                   | Айдан-галерея, Москва                                                                        |
| 1995 | Архитектура в немецкой империи                                         | Музей Нової Академії образотворчих мистецтв, Санкт-Петербург                                 |
| 1996 | Шелкографии                                                            | Центр Сучасного мистецтва Дж. Сороса, Санкт-Петербург                                        |
| 1996 | Людвиг II Баварский и «Лебединое озеро» П. И. Чайковского              | Галерея XL, Москва                                                                           |
| 1997 | Timur Novikov                                                          | La gallerie Art Kiosk, Bruxelles                                                             |
| 1997 | World Financial Center, New York                                       |                                                                                              |
| 1998 | Timur Novikov, Andrej Barow. Abend mit Oscar Wild                      | Lichtblick Gallerie, Koln                                                                    |
| 1998 | Russians Saints                                                        | I-20 Gallery, New York                                                                       |
| 1998 | Ретроспектива. 1978—1998                                               | Державний Російський музей, Мармуровий палац, Санкт-Петербург                                |
| 1998 | Загадки истории. Хироголограммы                                        | Державний центр сучасного мистецтва, Санкт-Петербург                                         |
| 1998 | Маленькие тайны истории. Фотографии                                    | Центр мистецтва фотографії, Санкт-Петербург                                                  |
| 1998 | Российские императоры                                                  | Айдан-галерея, Москва                                                                        |
| 1998 | Людвиг II и Лебединое озеро                                            | Виставковий зал Navicula Artis, Санкт-Петербург                                              |
| 1999 | Notre Dame                                                             | La gallerie Art-Kiosk. Bruxelles                                                             |
| 1999 | Царица неба                                                            | Музей Нової Академії образотворчих мистецтв, Санкт-Петербург                                 |
| 1999 | Царица неба                                                            | Айдан-галерея, Москва                                                                        |
| 2000 | Russian Saints                                                         | Leuven Hulpgevangenis prison of Leuven, Leuven                                               |
| 2000 | Russian Saints                                                         | Leuven Central main prison of Leuven, Leuven                                                 |
| 2000 | Горизонты                                                              | Naviculas Artis, Санкт-Петербург                                                             |
| 2000 | Закат немецкого романтизма                                             | Галерея Терпсіхора, Санкт-Петербург                                                          |
| 2000 | Ретроспектива                                                          | Державний обласний художній музей ім. И. П. Пожалостіна, Рязань                              |
| 2000 | Ретроспектива                                                          | Тверська обласна картинна галерея, Твер                                                      |
| 2000 | Страстотерпцы                                                          | Музей Нової Академії образотворчих мистецтв, Санкт-Петербург                                 |
| 2000 | Утраченные идеалы счастливого детства                                  | Музей Нової Академії образотворчих мистецтв, Санкт-Петербург                                 |
| 2000 | Утраченные идеалы счастливого детства                                  | Айдан-галерея, Москва                                                                        |
| 2001 | Евро-Китай                                                             | Музей Нової Академії образотворчих мистецтв, Санкт-Петербург                                 |
| 2001 | Открытая студия Т. Новикова                                            | Музей Нової Академії образотворчих мистецтв, Санкт-Петербург                                 |
| 2001 | Ретроспектива                                                          | Тульський художній музей, Тула                                                               |
| 2001 | Горизонты                                                              | Музей образотворчих мистецтв Республіки Карелія, Петрозаводськ                               |
| 2001 | Горизонты                                                              | Айдан-галерея, Москва                                                                        |
| 2002 | Russian Saints                                                         | St. Gillis prison of Brussels, Brussels                                                      |
| 2002 | Белый лебедь. Король Людвиг II                                         | Музей Нової Академії образотворчих мистецтв, Санкт-Петербург                                 |
| 2002 | Камеи                                                                  | Музей Нової Академії образотворчих мистецтв, Санкт-Петербург                                 |
| 2002 | Памяти Тимура Новикова                                                 | ГРМ, Санкт-Петербург                                                                         |
| 2002 | Мореплавание и воздухоплавание                                         | Галерея Д-137, Санкт-Петербург                                                               |
| 2002 | Палладианский полет                                                    | Музей архітектури, Москва                                                                    |
| 2002 | Евро-Китай                                                             | Айдан-галерея, Москва                                                                        |
| 2002 | Горизонты                                                              | Державна картинна галерея, Калінінград                                                       |
| 2003 | Приключения Оскара Уайльда                                             | Музей Нової Академії образотворчих мистецтв, Санкт-Петербург                                 |
| 2003 | Образ города                                                           | Музей Нової Академії образотворчих мистецтв, Санкт-Петербург                                 |
| 2004 | Timur Novikov                                                          | Museum of Contemporary Art, Bornholm                                                         |
| 2004 | В стране литературных героев                                           | Музей Нової Академії образотворчих мистецтв, Санкт-Петербург                                 |
| 2005 | Шелкографии                                                            | Музей Нової Академії образотворчих мистецтв, Санкт-Петербург                                 |
| 2005 | New Russian Saints                                                     | White Space Gallery, London                                                                  |
| 2006 | Рисунки на рисовой бумаге                                              | Музей Нової Академії образотворчих мистецтв, Санкт-Петербург                                 |
| 2007 | Декоративные панно из собрания музея Новой Академии                    | Музей Нової Академії образотворчих мистецтв, Санкт-Петербург                                 |
| 2008 | Русские Святые                                                         | Музей Нової Академії образотворчих мистецтв, Санкт-Петербург                                 |
| 2008 | Тимур Новиков                                                          | Музей актуального мистецтва Art4.ru, Москва                                                  |
| 2008 | Солнце. История одного шедевра                                         | Музей Нової Академії образотворчих мистецтв, Санкт-Петербург                                 |
| 2008 | Пространство Тимура                                                    | Державний Ермітаж, Санкт-Петербург                                                           |
| 2009 | Счастье в садах                                                        | Музей Нової Академії образотворчих мистецтв, Санкт-Петербург                                 |
| 2010 | Избранные рисунки рубежа 70-80-х годов                                 | Галерея «Green Art», Перм                                                                    |
| 2010 | Утраченные идеалы                                                      | Музей Нової Академії образотворчих мистецтв, Санкт-Петербург                                 |
| 2011 | Тимур Новиков                                                          | Із зібрання Музею Нової Академії образотворчих мистецтв                                      |
| 2011 | Timur Novikov. White Swan: King Ludwig II of Bavaria                   | Exhibition Space of the German Embassy, London                                               |
| 2011 | Тимур Новиков. Ретроспектива                                           | Красноярський музейний центр                                                                 |
| 2011 | Тимур Новиков. «1980»                                                  | Державний художній музей Алтайського краю, Барнаул                                           |

## Публікації

### Статті
| Рік  | Назва статті                                                                           | Примітки                              |
| ---- | -------------------------------------------------------------------------------------- | ------------------------------------- |
| 1985 | Праздник искусств                                                                      | Написана під псевдонімом Ігор Потапов |
| 1985 | Процесс перестройки в творчестве «Новых»                                               |                                       |
| 1986 | Новые художники                                                                        | Написана під псевдонімом Ігор Потапов |
| 1986 | Коллаж в новом искусстве                                                               | Написана під псевдонімом Ігор Потапов |
| 1986 | Ноль-музыка как феномен новой музыки                                                   | Написана під псевдонімом Ігор Потапов |
| 1986 | Популярная механика                                                                    | Написана під псевдонімом Ігор Потапов |
| 1986 | О новом клубе                                                                          | Написана під псевдонімом Ігор Потапов |
| 1989 | Объяснения художника Тимура Новикова                                                   |                                       |
| 1990 | Пояснения Т. Новикова к выставке «Территория искусства» Русский музей. Ленинград. 1990 |                                       |
| 1991 | Немедленное прекращение войны в искусстве!                                             |                                       |
| 1991 | Несколько слов по поводу такого странного явления, как неоакадемизм                    |                                       |
| 1992 | «Туризм» Тимура Новикова                                                               | Написана під псевдонімом Ігор Потапов |
| 1992 | Тайный культ                                                                           |                                       |
| 1993 | Теория перекомпозиции                                                                  |                                       |
| 1994 | Инсталляция как продукт институции                                                     |                                       |
| 1994 | Сказки Т. Новикова                                                                     |                                       |
| 1994 | Страна литературных героев                                                             |                                       |
| 1994 | Петербург                                                                              |                                       |
| 1994 | Сопротивление и возрождение                                                            |                                       |
| 1995 | Михаил, ты не прав, или Алиса с косой челкой-2                                         |                                       |
| 1995 | Античность в ранней фотографии                                                         |                                       |
| 1995 | Нагота и модернизм                                                                     |                                       |
| 1995 | Идея «тоталитарного искусства» и античность                                            |                                       |
| 1995 | Возвращение к классике                                                                 |                                       |
| 1996 | Идиллия и катастрофа                                                                   | Написана під псевдонімом Ігор Потапов |
| 1996 | Об Ольге Тобрелутс                                                                     |                                       |
| 1996 | Виктория Буйвид                                                                        |                                       |
| 1996 | Тайны священной рощи                                                                   |                                       |
| 1996 | Покупайте двухколёсного друга!                                                         |                                       |
| 1996 | Петербургский факс                                                                     |                                       |
| 1996 | Михаил Гершман                                                                         |                                       |
| 1996 | Классические тенденции в современном искусстве                                         |                                       |
| 1996 | Культура тела и фотография                                                             |                                       |
| 1996 | Аполлоническое и Дионисийское                                                          |                                       |
| 1996 | Детали популярной механики                                                             |                                       |
| 1996 | Людвиг II и лебединое озеро                                                            |                                       |
| 1996 | Новый Русский Классицизм                                                               |                                       |
| 1996 | Как я придумал рэйв                                                                    |                                       |
| 1996 | Георгий Гурьянов                                                                       |                                       |
| 1996 | Гурьянов Г.: «Сила красоты».                                                           |                                       |
| 1997 | О. С. Добротворском                                                                    |                                       |
| 1997 | Север-Юг                                                                               |                                       |
| 1997 | Егор Остров                                                                            |                                       |
| 1998 | О судьях                                                                               |                                       |
| 1998 | Возвращение Святыни                                                                    |                                       |
| 1998 | Торжество Академии                                                                     |                                       |
| 1998 | О Вильгельме фон Глодене                                                               |                                       |
| 1998 | Борис Смелов                                                                           |                                       |
| 1999 | Пробуждение принцессы Авроры                                                           |                                       |
| 1999 | Два пути нового русского искусства                                                     |                                       |
| 1999 | Предисловие. «Похищение Европы». I часть                                               |                                       |
| 2000 | Завтрашний день живописи, которой пока нет                                             |                                       |
| 2000 | Две истории искусства XX века                                                          |                                       |
| 2000 | Предисловие. «Похищение Европы». II часть                                              |                                       |
| 2000 | Международные отношения Новой Академии Всяческих Искусств                              |                                       |
| 2000 | Утраченные идеалы счастливого детства                                                  |                                       |
| 2001 | Художник Виктор Цой                                                                    |                                       |
| 2001 | Неоакадемизм в кино                                                                    |                                       |
| 2001 | Предисловие. «Похищение разума»                                                        |                                       |

### Книги
- Новиков Т. Новый русский классицизм. // Издание Государственного Русского музея. СПб. 1998.
- Тимур Новиков. Горизонты.
- Новиков Т., Медведев А. Белый лебедь. Король Людвиг II Баварский.